# Iodopsine

Spectre d'absorption normalisé des trois iodopsines humaines et de la rhodopsine (en pointillés).

Les iodopsines (aussi dénommées photopsines) sont les protéines photoréceptrices qui se trouvent dans les cônes de la rétine, et qui permettent la vision des couleurs. Les iodopsines sont formellement très proches des rhodopsines qui permettent la vision de nuit. Les iodopsines sont la combinaison d'une protéine de la classe des opsines et d'un chromophore.